# Битка за Бадахос
Битката за Бадахос е едно от първите големи сражения от Гражданската война в Испания, довела до тактическа и стратегическа победа за националистите, но със значителна цена на време и войски.
След няколко дни обстрел и бомбардировки, националистите щурмуват укрепения пограничен град Бадахос на 14 август 1936 г., отрязвайки Испанската република от съседна Португалия и свързвайки северната и южната зона на националистическия контрол (въпреки че действителният контакт със северните войски на генерал Емилио Мола не е установен до 8 септември).

## Стратегическа ситуация
Гражданската война в Испания започва на 19 юли 1936 г. след полупровален държавен преврат: бунтовниците не успяват да вземат властта, но и Републиката не може да ги смаже. Това оставя бунтовническите сили да контролират само приблизително една трета от страната. Хосе Санхурхо загива в самолетна катастрофа на 20 юли, само три дни след началото на войната. Емилио Мола контролира Севера, докато Франсиско Франко се погрижва за мароканската част. Първият му ход е да получи германска и италианска въздушна подкрепа за транспортирането на почти 10 000 редовни войници от Испанската армия на Африка до Южна Испания през Гибралтарския проток. Германски и италиански самолети, пребоядисани като испански, прехвърлят повечето от тях и гарантират, че републиканският флот не пресича пътя на националистическия, транспортиращ оставащото и най-тежко оборудване. До 1 август генерал Франко успява да нареди нападение на север, за да свърже силите си, събрани в Севиля, с далечните войски на генерал Мола.
Водена по суша от полковник Карлос Асенсио Кабаниляс и майор Антонио Кастехон, националистическата армия се втурва на север в моторизирани отряди, спирайки, за да обстреля и превземе погранични градове. До 10 август, когато подполковник Хуан Ягуе пристига да поеме командването близо до Мерида, националистите са осигурили 300 км от португалската граница. Мерида пада след ожесточена битка на брега на река Гуадиана, оставяйки съседния град Бадахос, вече последният останал републикански пост на португалската граница, изолиран от републиката. Франко лично ръководи операцията срещу Мерида и вечерта на 10 август приема Ягуе в щаба си, за да обсъдят превземането на Бадахос и следващите цели. Той иска да превземе града, за да обедини двете зони на контрол на бунтовниците.

## Тактическа ситуация
Ягуе тръгва срещу Бадахос с 2 250 войници от Испанския чуждестранен легион, 750 марокански редовни бойци и пет полеви батареи (общо 30 оръдия), оставяйки майор Ели Тела да контролира Мерида.
Границата с Португалия е от западната страна на града. От изток идват бунтовници. Градът е наводнен с бежанци и атмосферата е изпълнена с очакване за гибел. Националистите имат успех от началото на настъплението си. Нещо повече, на 6 август, когато националистическата армия се приближава, част от Гражданската гвардия се опитва да премине на страната на бунтовниците. Полковник Илдефонсо Пучдендолас, лидерът на републиканските сили от около 2 000 - 4 000 или 6 000 милиция (в зависимост от източниците), е смазал бунта.

## Битката
Преди атаката Бадахос е непрекъснато бомбардиран от националистическа артилерия и бомбардировачи в продължение на три дни. Бунтовниците, идващи от изток, започват атаката си сутринта на 14 август, след като отново обстрелват града. Полковник Пучдендолас, заедно с кмета и други от комисията по отбрана, се измъкват от Бадахос около 9:00 ч. сутринта и бягат в Португалия.
От южната страна на града националистическите части лесно щурмуват стените. Мароканските регуларес войски от Тетуан нахлуват през Пуерта де Лос Карос, а легионерите и мароканците помитат републиканците от казармите. Междувременно много войници от града преминават към бунтовниците, което лесно позволява на нападателите да влязат в Бадахос.
Единственото място, където атаката среща трудности, е около Пуерта де ла Тринидад. Най-надеждната сила на защитниците, карабинерите, са дислоцирани там в очакване на битката. Решителната съпротива на републиканските картечници и стрелци спира атаката, раздробявайки няколко вълни на IV дивизия от Испанския чуждестранен легион. Пренебрегвайки загубите си, легионерите продължават. Междувременно хората на Асенсио са влезли в града през пробив в градските стени; щурмуването на Пуерта де ла Тринидад по-късно се смята за безполезно.
Веднъж влезли в укрепленията, военните изтласкват републиканската милиция пред себе си, пробивайки си път с ножове и щикове към центъра на града, включително убивайки онези, които са хвърлили оръжията си и се предават. Улични боеве бушуват през нощта. По-късно легионерите залавят 43 ранени милиционери във военната болница и след това ги убиват.

## Последици
Битката допринася няколко дни правителството да организира отбраната си около Мадрид.
Падането на Бадахос откъсва от републиката големия регион Естремадура, северно от Уелва, който по-късно е покорен и погълнат от възникващата националистическа държава. След битката Ягуе се обръща на североизток към Мадрид и река Тахо. По време на прехода си той ангажира републиканските сили в ожесточени битки през следващите седмици.
Битката при Бадахос следва модели, които продължават през по-голямата част от лятото: Републиканската милиция превзема средновековните крепости, осеяли Кастилия, но не може да спре, нито дори да забави напредването на професионалните и по-добре оборудвани войски на Франко. Испанската редовна армия се оказва способна да помете подготвените защити, държани от превъзхождащи вражески сили, но често понася тежки загуби от най-добрите си войски.

### Избиване на цивилни
Широко известно е, че националистите разграбват Бадахос и избиват хиляди пленници и цивилни, кулминирайки в позорния кръг от екзекуции в арената за бикове в града, където са разположени картечници на бариерите около арената. Убийствата и масовите изнасилвания пламват безконтролно в продължение на няколко дни и провалът на Ягуе да спре убийствата му печели прякора „Касапинът от Бадахос“. Чуждестранни кореспонденти, в зависимост от политическите си симпатии, докладват между около 1 800 и 4 000 избити цивилни.
Има различни разкази на очевидци и други съобщения за клането в Бадахос, включително някои от чуждестранни кореспонденти, като Джей Алън (американец), Марио Невес (португалец) и Марсел Дани и Рене Брю (френски); има и снимки от клането. Днес повечето историци признават, че Ягуе е убил хиляди милиционери и цивилни след падането на града и е изгорил труповете, защото не е искал да оставя врагове, нито войници, нито цивилни, в тила на армията си. Всъщност Ягуе е цитиран да е казал следното на Джон Т. Уитакър:
„Разбира се, че ги застреляхме – каза ми той – какво очакваш? Трябваше ли да взема 4 000 червени със себе си, докато колоната ми напредваше, надпреварвайки се с времето? Очакваше ли се да ги пусна в тила си и да ги оставя да направят Бадахос отново червен?"
Клането в Бадахос не е изолиран случай в похода на частите на Ягуе от Севиля до Бадахос. Във всеки град, завладян от хората на му, много цивилни са убити. Над 6 000 души са убити само в провинция Бадахос (включително самия град Бадахос). Повечето от жертвите са калфи и фермери, а масовото клане на населението по-късно става известно на света като Белия терор на Франко.